# Islam Chipsy
Islam Said (arabe : إسلام سعيد), mieux connu sous le nom de scène Islam Chipsy (arabe : إسلام شيبسى), est un musicien égyptien de musique électronique. Il est un ancien membre du groupe de musique électronique égyptien EEK (ou Islam Chipsy et EEK). Il a ensuite été membre d'un autre groupe de musique électronique égyptien, appelé Dabke.

## Biographie
Said adopte le nom de scène Chipsy lorsqu'un autre claviériste du nom d'« Islam Said » commence à s'attribuer le mérite de ses morceaux. Comme islam Said était souvent vu en train de manger des Chipsy (marque locale de chips Lay's en Égypte), les gens ont commencé à l'appeler par ce surnom, qui est resté. Il joue du clavier aux côtés de deux autres membres du groupe, Khaled Mando et Islam Tata, tous deux batteurs, collectivement appelés Islam Chipsy et EEK,.
Le profil d'Islam Said dans les médias occidentaux se développe, tout comme d'autres artistes d'electro-chaâbi qui sont également signés sur le label 100COPIES au Caire (étant le cas d'Islam Said depuis 2014). En 2014, Chipsy et EEK effectuent une tournée au Royaume-Uni, se produisant en direct devant des foules à Bristol, Londres et Newcastle. Le 10 mai 2019, Chipsy, qui fait alors partie d'un groupe de musique électronique égyptien appelé Dabke, se produit lors du concert d'ouverture du Kunstenfestivaldesarts à Bruxelles, en Belgique.

## Style musical
Son style musical incorpore des éléments du mariage arabe traditionnel et des instruments électroniques. Il est considéré comme partie intégrante d'une nouvelle vague de chaâbi, appelée electro-chaâbi ou mahraganat (arabe : مهرجانات). Islam Said ne veut pas être associé au mouvement mahraganat, car celui-ci est très axé sur la voix des MC, alors que ses morceaux sont généralement instrumentaux. À mesure que le chaâbi devient plus populaire.
Après avoir commencé à travailler avec le British Council, Said collabore avec des producteurs britanniques de dubstep, dont Faze Miyake, Kode9, Pinch, Mumdance et Artwork,.

## Accueil
The Guardian qualifie Islam Said de « claviériste au talent inné », avec un style unique consistant en des explosions de groupes de sons déployés en alternant les coups de poing, les gifles et les coups de karaté sur son clavier. 